# 容国団
容 国団（よう こくだん、中国語: 容国团 英語: Rong Guotuan、仮名転写:ロン・グオトゥアン、1937年8月10日-1968年6月20日）は、香港生まれの中国の卓球選手。1959年の世界卓球選手権ドルトムント大会の男子シングルスで中国選手として初めて優勝した。傅其芳・姜永寧と並んで中国卓球界の三英傑と称されたが、文化大革命中の1968年に自殺した。

## 経歴
香港の貧しい家庭で生まれる。1941年に日本軍が香港を占領すると、これを避けて広東省珠海市に一家で移り終戦まで住み続けた。香港へ戻った後に13歳から漁師となったが肺結核を患って療養、この頃から卓球を始めた。1957年11月、中国本土、広東省の卓球チームに加入した。1959年の世界選手権ドルトムント大会では団体の準決勝ハンガリー戦で、フェレンツ・シドに敗れたが、男子シングルスで、星野展弥、ハンガリーのベルチック、アメリカのマイルズを破り、フェレンツ・シドを3-1で破り中国選手として初めて世界チャンピオンとなった。1961年の北京大会では荘則棟らと共に団体で中国に初優勝をもたらした。
1964年に中国女子代表監督に就任、1965年のリュブリャナ大会では1957年から1963年まで5連覇していた日本を破り初優勝を果たした。
しかし文化大革命が起きると香港からの移住者であったこともあり、傳・姜と共に紅衛兵からスパイとして糾弾されることとなった。有罪判決を受けて再教育、拷問を受ける中で1968年4月には傳が首吊り自殺し翌5月には姜も自殺、一人残った容も6月20日に自ら命を絶った。

## 死後
死後1978年になってようやく彼の名誉回復がなされた。2009年（彼が世界チャンピオンになって50年後）、珠海市に容国団記念館が完成。記念式典には徐寅生、李富栄、曹燕華、施之皓、江加良、孔令輝、張怡寧、郭躍らも出席した。